# Megnjoj pasjak
Megnjoj pasjak (vazdazelena krkavina, pasjak zimzeleni; lat.Rhamnus alaternus) je biljka iz porodice pasjakovki (Rhamnaceae) rasprostranjena po Mediteranu (afričkoj, europskoj i azijskoj strani), a raste i u Hrvatskoj.
To je grm ili niže stablo kojre naraste od jedne do pet metara visine, okruglaste krošnje i crvenkastosmeđe kore. Cvjetovi su žutozeleni, maleni, neugodnog mirisa i neugledni, jednospolni ili rjeđe dvospolni. Korijenov sustav je širok i površinski.

## Podvrste
- Rhamnus alaternus subsp. alaternus
- Rhamnus alaternus subsp. munozgarmendiae Rivas Mart. & J.M.Pizarro
- Rhamnus alaternus subsp. pendula (Pamp.) Jafri

## Sinonimi
- Rhamnus collina Salisb.

## Galerija
- R. alaternus
- R. alaternus
- R. alaternus alaternus
- R. alaternus